# A cappella Spirits
『A cappella Spirits』（アカペラスピリッツ）は、2012年から続くアカペライベントである。通称「アカスピ」。